# Corpus Iuris Secundum
Corpus Iuris Secundum (CJS) ist eine Enzyklopädie über das Recht der Vereinigten Staaten von Amerika auf Bundes- und Landesebene. Es ist in über 430 Themengebiete unterteilt. 2010 bestand CJS aus 164 gebundenen Büchern, diversen Indexbänden und Übersichten.

## Titel
Das Corpus Iuris Secundum ist nach dem im 6. Jahrhundert erschienenen Corpus Iuris Civilis des byzantinischen Kaisers Justinian I. benannt, welcher  die erste umfassende Kodifizierung des Römischen Rechts vorgenommen hatte. Secundum drückt aus, dass es sich um die zweite Enzyklopädie dieser Art handelt, anwendbar im US-amerikanischen Recht. Die erste Enzyklopädie dieser Art des US-amerikanischen Rechts, Corpus Juris, wurde von der American Law Book Company von 1914 bis 1937 herausgegeben.

## Herausgeberschaft und Verbreitung
Das Corpus Iuris Secundum wird seit 1936 vom Verlag West (nun Teil der The Thomson Corporation) in gedruckter Form herausgegeben und auf Westlaw veröffentlicht. Bis zur Übernahme durch Thomson war er ein Konkurrenzprodukt zu American Jurisprudence (AM. JUR.).
Die Bedeutung von gedruckten Rechtsenzyklopädien wie CJS und American Jurisprudence sind in den letzten Jahren aufgrund der stetig anwachsenden gesetzgeberischen Regelungen gesunken und beschränkt sich heute immer mehr auf die Nutzung als Fundstellennachweis und zur Quellensuche für das US-amerikanische Fallrecht.

## Aufbau und Zitation
Der Codex gliedert sich in Bücher mit einer fortlaufenden Nummer, in die Angabe der historischen Bände (1 bis 101 mit alphabetischen Ergänzungen falls erforderlich) und den Buchtitel. Die historischen Bände wurden alphabetisch in Rechtsgebiete eingeteilt, Buch 1 = Band 1 hat den Titel: Abandonment to Accountants und Buch 146 = Band 101A den Titel: Zoning and Land Planning. Die Indices, Table of Laws and Rules und Tables of Cases werden bei der Zählung grundsätzlich nicht berücksichtigt.
Der Codex wird wie folgt zitiert (Beispiel): 63 C.J.S. Municipal Corporations § 747 (1950 & Supp. 2007).
Dabei bedeutet 63 die entsprechende (historische) Bandnummer des Nachschlagewerks, C.J.S.steht für Corpus Juris Secundum, Municipal Corporations ist der Titel des Bandes (Angabe in Kursivschrift), Paragraphenzeichen und -nummer; Datum der Hauptpublikation (1950) und der Taschenbuchausgabe, sofern eine Zitation nur in dieser zu finden ist (hier 2007).
Unter Umständen kann auch eine spezielle Seitenangabe erforderlich sein, welche zu zitieren ist.

## Medienpräsenz
Drei Bände des Corpus Juris Secundum erscheinen im Abspann der TV-Serie Perry Mason.